# Кирдії

Сучасний варіант гербу Кирдій

 Кирдії, Кирдеї, Кирдійовичі або Кердеї — боярські роди Великого князівства Литовського, шляхетські роди Королівства Польського, Речі Посполитої.
Представники родів мали герби Кердея, Белти. Походження — татарське (або руське).

## Представники гербу Кирдія
- Васько Кирдійович (Waskonem Kerdeyewicz) — один з «полюбовних» суддів зі сторони князя Кейстута у справі розмежування кордону з князем Земовитом Мазовецьким 1358 року, свідок розмежування Луцька від Польського королівства в 1366, у 1387 й 1399 з іншими волинськими нобілями поручився Ягайлові за Олехна Дмитровича[2]; правдоподібно, від нього пішли Кирдії-Мильські та інші гілки роду.
- Шило Кирдійович (зг. 1432) — протопласт Олізарів-Шиловичів, тримав Сільце, міг бути нащадком Яцька Ланевича, якому Вітовт надав те поселення
- Ванько Кирдійович із Квасилова — холмський каштелян у 1434—1470 роках[3], належав до Джусів. Ініціатор перекладу руською мовою Віслицького статуту.

- Петрашко Ланевич Мильський — дідич Мильська, маршалок земський великого князя Свидригайла в 1446, отримав Межиріч (Острозький повіт), Михалківці та Пруси (Луцький), Кисилин, Твердині, Вербаїв та ін.
  - Ванько (Васько)
    - Кирдій Васькович, у 1488 році мав суперечку з луцьким пріором

- Кирдій Ванькович, у 1499 році названий луцьким зем'янином, дружина — Людмила
  - Михайло, не мав нащадків, Сінне чи Сінно (пол. Sienno) записав князю Іллі Острозькому
  - Петро — королівський дворянин (1530), староста пінський та городецький (1544), клецький (1546), королівський маршалок (1555), у 1562 р. написав заповіт (Op. Łuck. 2035, 2036 i 2037)[4][5]
    - Олізар — королівський маршалок, дружина — княжна Ганна Юріївна Гольшанська
      - Юрій, його дружиною мала бути Теодора Чаплич

    - Іван, дружина — Магдалена
    - Марина — дружина Януша Крупського (вдова в 1570 р.)[4], Романа Гойського

  - Настася — дружина князя Андрія Козеки, вдова в 1568

- Григір (Грицько) Кирдій (Кердейович) — подільський староста[6]
  - Грицько (іноді Ян) на Поморянах — подільський воєвода, львівський каштелян і староста, староста теребовлянський, холмський; о. Каспер Несецький ТІ стверджував, що від нього пішли роди Гойських, Чапличів, Козинських, Дзюсів[7] (Джусів — за Бонецьким)
    - Іван (Ян), дружина — Ядвіга, донька Міхала з Золотників
    - Зиґмунт (Сиґізмунд) — теребовлянський староста
      - Ян (Саїд бей) — при хрещенні — Йоан; мусульманин, дипломат Османської імперії, внук Грицька Кердейовича

  - Іван (Януш) з Оринина (пом.1449), кам'янецький підкоморій, дружині записав у 1439 році 450 гривень на Підбогородичах (нині - Струсів)
    - Сиґізмунд — кам'янецький підкоморій (згадка 1458)
      - Катерина, дружина Яна Фредра з Плешевичів, у 1472 році «квитувала» Бучацьких з 450 гривень, записаних на Коломиї

    - Грицько на Оринині (пом. перед 1486) — підстолій (згадка 1470), підкоморій кам'янецький
      - Андрій Желибор
      - Ян Дунай, разом з попереднім — дідичі Оринина, виставили Цебровського з маєтностей (Квасів, Красноставці);
        - Софія — донька Андрія чи Яна Дуная, чоловік — Петро Гинко з Уненя, кам'янецький підкоморій, шлюб 1518, успадкувала всю «фортуну» діда; її нащадками були Пясецькі, Яцимірські (Яцьмерські), Потоцькі, Карабчиївські, Венглинські, поділи її спадку та процеси через це в кам'янецькому суді тривали до початку 17 ст.

    - Ян (Януш)
    - Миколай (з Оринина і Нижбірка (пол. Niczborg), теребовлянський підстароста
      - Анна, вдова Якуба Вільчека з Довгого
      - Гелена, чоловік — Єжи Кобильський, зреклася ба́тьківщини в 1516 році на користь брата Зигмунта з Жукова (як королівський ложничий згаданий у 1505)

    - Станіслав — кам'янецький войський (згадка 1503)
      - Маргарита (Малґожата), дружина Героніма Рокоша

  - Дмитро зі Шпиколосів, Ремезівців, Урмані
    - Микола
    - Дмитро зі Шпиколосів (у 1454 році названий Дмитром Свинкою[8])
      - Мартин, у 1472 році потрапив під опіку стрийка

    - Катерина, дружина Якуба Клюса з Вижнян[9] (Солової[8])
    - Анна
    - Миколай, згаданий у 1446 році
    - Петро (Ремезівський (Шемешовський), чи Шпиколоський) — львівський підчаший (1470), дружина — Констанція
      - Яків (Шпиколоський)
      - Катерина, дружина Яна з Балучина

    - Ян (Кердей Урманський), дружина — Софія

  - Сигізмунд Кирдій — львівський хорунжий, у 1424 році перебував у Коломиї в почті великого князя Свидригайла
    - Михайло з Хотіня [a] і Войнилова, дідич Микулинців, дружина — Анна Сенявська
      - Микола з Хотіня[10]

- NN — посол короля Казимира IV Ягайлона до Криму в 1472 році, де уклав угоду «братерства і союзного договору»[11]
- Іван (Ян) — теребовлянський староста
- Іван (Януш) Кердейович з Оринина — кам'янецький підкоморій, скальський староста[12]
- Зиґмунт — красноставський староста, 3-й чоловік Дороти — дочки Яна з Сенна й Олеська[13]
- Яків з Хотіня, дружина — Катерина[14]

Представники роду Кирдіїв були власниками Золочева, де володіли Золочівським двором (1423 року перейшов від Кердеїв до Яна Менжика з Домброви), Мельниці-Подільської, Коропця з 1461 р.
- Сиґізмунд з Оринина — кам'янецький підкоморій[15]
- Маргатита з Кирдіїв Струсь — дружина Якуба Струся.

### Цікаво, що
Чапличі гербу Кирдій — руський шляхетський рід, представники якого спочатку писалися як Кирдії-Тайкурські.

## Представники гербу Белти
- Ян Казимир — городненський маршалок, троцький каштелян[17]
- Владислав — городненський маршалок[18]

## Зауваги
1. ↑  лат. Choczyn — так назване село латиною в Актах гродських і земських → № 3561… — S. 346; в іншому місці — Там само. — С. 125 (№ 1342), в родовому відмінку польською мовою — пол. Chocenia — в Адама Бонецького → Boniecki A. Herbarz polski… — Cz. 1. — T. 10. — S. 45.